# Rhysopus
Rhysopus is een geslacht van kevers uit de familie van de loopkevers (Carabidae). De wetenschappelijke naam van het geslacht is voor het eerst geldig gepubliceerd in 1929 door Andrewes.

## Soorten
Het geslacht Rhysopus is monotypisch en omvat slechts de volgende soort:
- Rhysopus klynstrai Andrewes, 1929